# اسکروبال

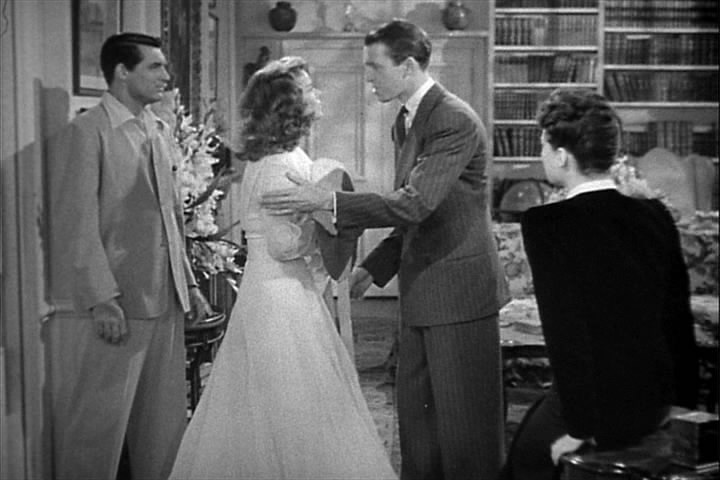
زوجی جوان با سر و وضعی مناسب

اسکروبال (به انگلیسی: Screwball)، نوعی فیلم کمدی است که در دههٔ ۱۹۳۰ بسیار رایج شد و محصول دوران رکود اقتصادی در آمریکا و اوضاع نابسامان مردم در این دوران بود.
این فیلم‌ها با عرضه شخصیت‌های شاد و سرخوش که با بی‌خیالی در دنیایی پر از ثروت و شکوه به سر می‌بردند، گریزگاهی بودند برای مردم خسته و برای مدتی کوتاه آنها را از مسائل و مشکلاتی که پیش رویشان بود، دور می‌کردند. این فیلم‌ها در عین حال، انتقاد تلخ و گزنده‌ای بودند علیه طبقه ثروتمند و بی‌خیال و در پایان هم، با ازدواج بین دختر ثروتمند و پسر طبقه فقیر یا متوسط تمام می‌شدند. اساس این کمدی‌ها مبتنی بر لودگی بود و بسیار پر هرج‌ و مرج بودند. در این کمدی‌ها مهمل‌گویی بسیار رواج داشت و جالب آنکه این مهمل‌گویی‌ها در عین بی‌منطقی، منطقی جلوه می‌کردند.
یکی از ویژگی‌های بارز کمدی‌های اسکروبال، شخصیتی بود که قهرمان زن این فیلم‌ها ارائه می‌داد. این زنان آزاد و مستقل بودند و مردان، پرخاشگر و دارای استقلال رأی و طنز و شعور بالایی از خود به نمایش می‌گذاشتند. 
قرن بیستم (۱۹۳۴)، ساخته هاوارد هاکس را می‌توان به نوعی آغازگر این نوع کمدی‌ها دانست؛ اما این فیلم در یک شب اتفاق افتاد (۱۹۳۴)، ساختهٔ فرانک کاپرا بود که ویژگی‌ها و قواعد این نوع کمدی را به خوبی عرضه کرد و آن را رواج داد. این فیلم در اسکار ۱۹۳۵ چهار جایزه را نصیب خود کرد. یکی دیگر از مهم‌ترین فیلم‌های این نوع کمدی که در عین حال پرشورترین و بی‌منطق‌ترین آن هم هست، فیلم پرورش بیبی (۱۹۳۸)، ساخته هاوارد هاکس بود.
کمدی اسکروبال در اواخر دههٔ چهل کم‌کم رونق خود را از دست داد.